# Guzmania berteroana
Guzmania berteroana är en gräsväxtart som först beskrevs av Schult. och Julius Hermann Schultes, och fick sitt nu gällande namn av Carl Christian Mez. Guzmania berteroana ingår i släktet Guzmania och familjen Bromeliaceae. Inga underarter finns listade i Catalogue of Life.